# Hadsten
Hadsten ist eine dänische Kleinstadt der Gemeinde Favrskov in der Region Midtjylland mit 8345 Einwohnern (Stand 1. Januar 2023), etwa 15 Kilometer südlich von Randers gelegen. Vor der Kommunalreform 2007 war Hadsten Hauptort der gleichnamigen Gemeinde.

## Einzelnachweise

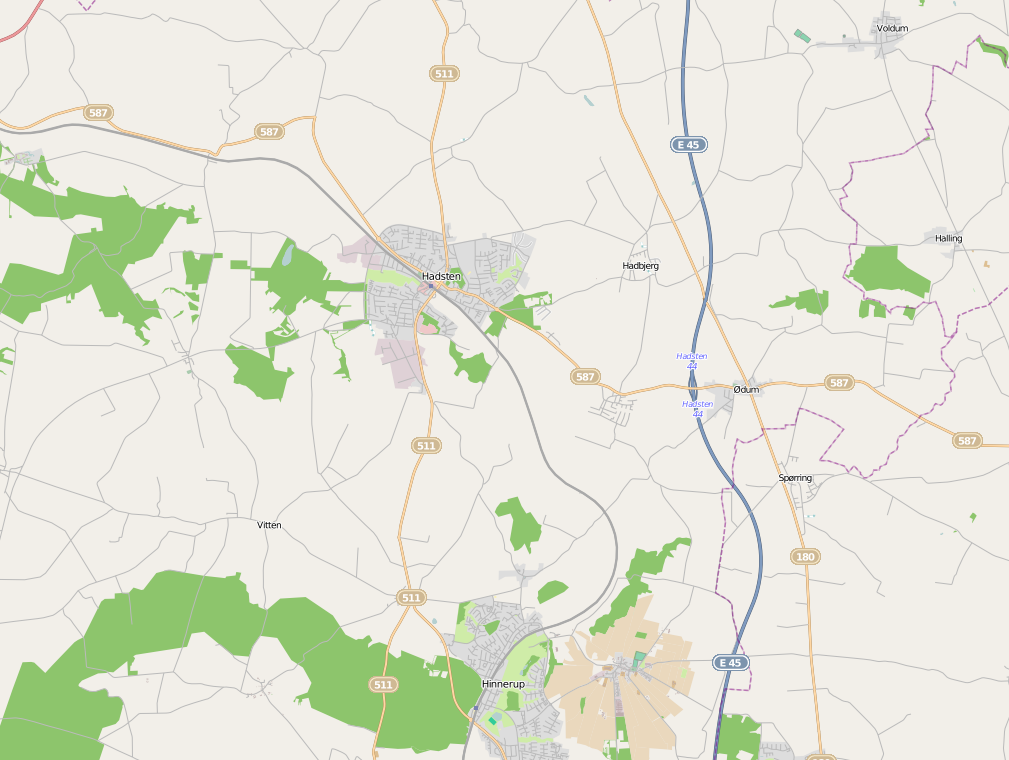
Hadsten